# كاري روبنسون
كاري روبنسون (بالإنجليزية: Carey Robinson)‏ هو لاعب كرة قدم أمريكية أمريكي، ولد في 30 أبريل 1896 في ويافرلي في الولايات المتحدة، وتوفي في 16 يونيو 1962.